# Geier (hora)
Geier (2857 m n. m.) je hora v Tuxských Alpách v rakouské spolkové zemi Tyrolsko. Nachází se 5 km severozápadně od střediska Hintertux, 7 km východně od obce Navis a 17 km jižně od města Wattens. Je druhou nejvyšší horou Tuxských Alp (po Lizumer Reckner ležícím 0,5 km na sever).
Na vrchol je možné vystoupit po značené turistické cestě například od chaty Lizumer Hütte (2019 m n. m.).
V únoru 2016 došlo na severovýchodním svahu Geieru k sesuvu lavin, při němž zemřelo 5 Čechů.